# Романска архитектура
Романска архитектура спада у архитектуру средњег века која се појавила пре готске архитектуре. У архитектури говоримо о постепеном развијању у оквиру Европе, и дате епохе више мање јединствену традицију конструкције градње и употребу материјала. Термин романска у себи садржи експерименат појашњавања односа овог градитељства са античком римском уметношћу којом је овај уметнички правац био инспирисан и из којег је преузимао облике и елементе.
Распрострањеност стила је била омогућена релативном покретљивошћу становништва у средњоевропском друштву где се преносио систем градње и конструкције објеката из једног дела у други.
Романски стил је ступио у градитељство и ликовну уметност у земљама западне, јужне и средње Европе у периоду између XI и XIII века. Исток Европе је био под утицајем византијске уметности.

## Карактеристични знаци
Развој романске архитектуре био је повећан са завршетком хришћанизације у Европи и верницима је био потребан простор у коме би могли да се састају због литургијских обреда и проповеди. Она се карактерише статичком формом, чврстином, снагом која одражава сигурност овог времена. Градили су се два облика базилике и ротонде. Оба облика су имала своје корене и примере у античкој уметности римске архитектуре.
Базилика је била правоугаоног облика у којој се простор делио на више бродова од којих је централни брод био виши и шири. На источној страни се налазио полукружни испуст апсида у чијој се средини налазио олтар из ког се служио обред. Унутрашњост се осветљавала прозорима који су били у горњем делу зида и ово се назива базиликалним осветљењем. Саставни део грађевине су били и торњеви који су постављени у западном делу објекта.
Ротонда је исто тако једноставна грађевина кружног облика са конусним кровом и била је позната у средњовековној уметности а у римској архитектури се употребљавала као надгробни споменик. Хришћани су градили ротонде на местима где су припомињали главне догађаје из живота светаца или њихову мученичку смрт. Ротонде су имале једну или више апсида.
Типичке романске грађевине су бенедиктински манастири (манастир у Клинију) у којима је као неодвојиви део била базилика.
У романском стилу су постављани и профани објекти најме замкови. Замак има одбрамбени систем утврда односно зидине које служе за одбрану од непријатеља а саставни део је и палата.
За грађење романских цркава и замкова су се употребљавали камен а у неким крајевима и дрво. Тешки камени комади су се спајали са малтером и ова архитектура делује тешко. Међу најзначајније романске елементе спада полукружни лук који се налази на прозорима који се понекад пројектују један уз други, као и порталима и у конструкцији сводова. У употреби су полуобличасти и крстасти сводови који су се ослањали на два лука. Ступови су били украшени капителима. Тешки зидови нису омогућавали веће отворе.
Унутрашњост цркве је била малтерисана и украшена скулптуром и сликарским делима зидним романским сликарством и мотиви су били религиозног карактера из Библије и живота светаца и која су Библију приближавали верницима који нису знали да читају. Унутрашњост замкова је била једноставна и опремљена по правилу шкрињом која је била украшена и служила је и за седење а у употреби су били и једноставни кревет, сто и столица. Осветљавало се свећама а главни извори топлоте су били камини са отвореном ватром.

## Споменици романске архитектуре (избор)
- Црква Нотр- Дам- Ла- Гранд Поатије,
- Базилика Сент- Мадлен Везел,
- Катедрала Мајнс,
- Катедрала Вормс.
- Катедрала Лундуч,
- Базилика Сант Зене Амброђо Милано,
- Црква Сан Зене Верона,
- Баптистериј Фиренца.

## Види Још
- Романика
- Ранохришћанска архитектура
- Ранохришћанска уметност
- Базилика